# Podlesie (powiat głubczycki)
Podlesie (dawniej Lenarcice PGR, niem. Feldhof) – osada w Polsce, w województwie opolskim, w powiecie głubczyckim, w gminie Głubczyce.
Do 2023 miejscowość była przysiółkiem wsi Lenarcice.
W latach 1975–1998 przysiółek administracyjnie należał do ówczesnego województwa opolskiego.